# Pattaya
Pattaya (thajsky พัทยา, RTGS: Phatthaya) je město v Thajském království, situované na východním pobřeží Thajského zálivu, přibližně 165 km jihovýchodně od Bangkoku v provincii Čon Buri. Jedná se o osmé největší město Thajského království a druhé největší město provincie Čon Buri, je to také jedno z nejnavštěvovanějších turistických center v Thajsku s 5 miliony návštěvníků v roce 2004 a o 6.5% více turistů v roce 2005. Turistickou infrastrukturu tvoří přibližně 2000 hotelů. 
Ročně Pattayu navštíví kolem 400 000 Němců kvůli místnímu erotickému průmyslu. Pattaya je známá především díky svému erotickému průmyslu přestože Thajská vláda zakázala prostituci. Také je Pattaya známa svými ne příliš čistými plážemi a nadprůměrnou kriminalitou. Často se tu řeší problémy související se sexuálním zneužíváním, dětskou prostitucí a s natáčením dětské pornografie.

## Partnerská města
- Čang-ťia-ťie, Čínská lidová republika (2016)
- Čching-tao, Čínská lidová republika (2013)
- Petrohrad, Rusko
- Šymkent, Kazachstán
- Wu-chan, Čínská lidová republika (2014)